# Norbert Hauata
Norbert Hauata (8 juni 1979) is een Tahitiaans voetbalscheidsrechter. Hij is in dienst van de FIFA en de OFC sinds 2008. Zijn eerste interland leidde hij in september 2008.
Hauata werd aangesteld als scheidsrechter in de Oceania Nations Cup en de OFC Champions League, op het Wereldkampioenschap voetbal onder 17 in 2011, in WK-kwalificatiewedstrijden voor het Wereldkampioenschap voetbal 2010 en 2014 en voor vriendschappelijke interlands. Ook werd hij voor meerdere wedstrijden in het Olympisch kwalificatietoernooi van Oceanië voor de Olympische Zomerspelen 2012 aangesteld. Hij kreeg echter geen uitnodiging om in Londen, gaststad van de Spelen, wedstrijden te mogen leiden.
Hoewel Norbert Hauata geen internationaal bekende scheidsrechter is, heeft hij in Oceanië al meerdere malen wedstrijden in eindfases van toernooien mogen leiden. Van het kwalificatietoernooi van de Olympische Spelen mocht Hauata de finale fluiten. In deze finale, gespeeld op 25 maart 2012 tussen Fiji en Nieuw-Zeeland, kende hij Nieuw-Zeeland in de 18e minuut een strafschop toe. Deze bleek bepalend, daar de uitslag 0-1 bleef. 
In april 2011 werd Hauata voor de tweede maal in zijn carrière aangesteld als scheidsrechter van de finale van de OFC Champions League. Auckland City FC versloeg het Vanuatuaanse Amicale FC met 4-0, mede door een strafschop in de 62e minuut. In mei 2013 leidde hij de halve finale van de OFC Champions League 2012/13 tussen Auckland City FC en Ba FC, die eindigde in 6-1. Hauata deelde twee rode kaarten uit aan Ba.
In maart 2013 noemde de FIFA Hauata een van de vijftig potentiële scheidsrechters voor het wereldkampioenschap voetbal 2014 in Brazilië. Peter O'Leary werd ook namens Oceanië geselecteerd. Op 15 januari 2014 maakte de wereldvoetbalbond bekend dat hij als reserve naar Brazilië zou reizen. Twee dagen voor het begin van het toernooi werd Hauata als vierde official aangesteld voor het duel tussen Mexico en Kameroen. Hij assisteerde de Colombiaan Wilmar Roldán. Zesmaal werd Hauata aangesteld als vierde official.

## Interlands
| Datum             | Plaats       | Wedstrijd                              | Uitslag | Competitie                                    | Kreeg geel | Kreeg voor de tweede keer geel en dus rood | Weggestuurd |
| ----------------- | ------------ | -------------------------------------- | ------- | --------------------------------------------- | ---------- | ------------------------------------------ | ----------- |
| 10 september 2008 | Auckland     | Nieuw-Zeeland – Nieuw-Caledonië        | 3 – 0   | Kwalificatie WK 2010                          | 1          | 0                                          | 0           |
| 29 februari 2012  | Auckland     | Nieuw-Zeeland – Jamaica                | 2 – 2   | Vriendschappelijk                             | 3          | 0                                          | 0           |
| 2 juni 2012       | Honiara      | Salomonseilanden – Papoea-Nieuw-Guinea | 1 – 0   | OFC Nations Cup                               | 1          | 0                                          | 0           |
| 6 juni 2012       | Honiara      | Nieuw-Zeeland – Salomonseilanden       | 1 – 1   | OFC Nations Cup                               | 2          | 0                                          | 0           |
| 8 juni 2012       | Honiara      | Nieuw-Zeeland – Nieuw-Caledonië        | 0 – 2   | OFC Nations Cup                               | 3          | 0                                          | 0           |
| 7 september 2012  | Nouméa       | Nieuw-Caledonië – Nieuw-Zeeland        | 0 – 2   | Kwalificatie WK 2014                          | 5          | 0                                          | 0           |
| 28 mei 2016       | Port Moresby | Nieuw-Zeeland – Fiji                   | 3 – 1   | Oceanisch kampioenschap voetbal 2016          | 3          | 0                                          | 0           |
| 4 juni 2016       | Port Moresby | Nieuw-Zeeland – Salomonseilanden       | 1 – 0   | Oceanisch kampioenschap voetbal 2016          | 4          | 0                                          | 0           |
| 11 juni 2016      | Port Moresby | Papoea-Nieuw-Guinea – Nieuw-Zeeland    | 0 – 0   | Oceanisch kampioenschap voetbal 2016 (finale) | 7          | 0                                          | 0           |
| 12 november 2016  | North Shore  | Nieuw-Zeeland – Nieuw-Caledonië        | 2 – 0   | Kwalificatie WK 2018                          | 3          | 0                                          | 0           |
| 25 maart 2017     | Lautoka      | Fiji – Nieuw-Zeeland                   | 0 – 2   | Kwalificatie WK 2018                          | 2          | 0                                          | 0           |
| 11 juni 2017      | Nouméa       | Nieuw-Caledonië – Fiji                 | 2 – 1   | Kwalificatie WK 2018                          | 3          | 0                                          | 0           |